# クリスチャン・コロコ
クリスチャン・ジュニオール・コロコ（Christian Junior Koloko, 2000年6月20日 - ）は、カメルーン・リトラル州ドゥアラ出身のプロバスケットボール選手。NBAのロサンゼルス・レイカーズにツーウェイ契約で所属している。ポジションはセンター。

## 経歴

### 生い立ち
カメルーンで生まれ育つ。幼少期はサッカーをしており、12歳の頃からバスケを始めた。

### ハイスクール
2017年にアメリカ合衆国へ渡り、バーミングハム高等学校へ進学。3年間プレーした後にシエラキャニオン・スクールへ転校してスコッティ・ピッペン・ジュニアらと共にプレーし、チームを2年連続での州大会優勝へ導いた。

### リクルート
主要サイトから4つ星評価を受け、アリゾナ大学へ進学した。他にはカリフォルニア大学、ノースウェスタン大学、ヴァンダービルト大学、ハーバード大学、プリンストン大学からもオファーを受けていた。

### カレッジ
1年目の2019-20シーズンは平均2.3得点、2.4リバウンドを記録した。
2年目の2020-21シーズンは平均5.3得点、4.8リバウンドを記録した。
3年目の2021-22シーズン、2021年11月21日のロマン・メインイベントのミシガン大学戦にてキャリアハイとなる22得点を記録し、トーナメントMVPを受賞した。

### トロント・ラプターズ
2022年のNBAドラフトにて2巡目全体33位でトロント・ラプターズから指名され、8月26日にラプターズとのルーキー契約に合意した。
2022-23シーズンは58試合に出場した。
2023-24シーズン開幕前に選手生命に関わる血栓を患い、2024年1月17日に解雇された。翌日にNBAの方針により、医師の許可が出るまでどのチームもコロコと契約することができない状態となった。

### ロサンゼルス・レイカーズ
2024年9月16日にロサンゼルス・レイカーズとのツーウェイ契約に合意した。

## 個人成績

### NBA

#### レギュラーシーズン
| シーズン | チーム | GP             | GS             | MPG            | FG%            | 3P%            | FT%            | RPG            | APG            | SPG            | BPG            | PPG            |                |
| -------- | ------ | -------------- | -------------- | -------------- | -------------- | -------------- | -------------- | -------------- | -------------- | -------------- | -------------- | -------------- | -------------- |
| 2022–23  | TOR    | 58             | 19             | 13.8           | .480           | .083           | .627           | 2.9            | .5             | .4             | 1.0            | 3.1            |                |
| 2023–24  | TOR    | 血栓により全休 | 血栓により全休 | 血栓により全休 | 血栓により全休 | 血栓により全休 | 血栓により全休 | 血栓により全休 | 血栓により全休 | 血栓により全休 | 血栓により全休 | 血栓により全休 | 血栓により全休 |
| 2024–25  | LAL    | 37             | 0              | 9.2            | .606           | .000           | .714           | 2.5            | .5             | .2             | .4             | 2.4            |                |
| 通算     | 通算   | 95             | 19             | 12.0           | .519           | .063           | .644           | 2.8            | .5             | .3             | .8             | 2.9            |                |

### カレッジ
| シーズン | チーム   | GP | GS | MPG  | FG%  | 3P%  | FT%  | RPG | APG | SPG | BPG | PPG  |
| -------- | -------- | -- | -- | ---- | ---- | ---- | ---- | --- | --- | --- | --- | ---- |
| 2019–20  | アリゾナ | 28 | 0  | 8.3  | .483 | .000 | .350 | 2.4 | .2  | .3  | .9  | 2.3  |
| 2020–21  | アリゾナ | 26 | 19 | 17.3 | .520 | .000 | .625 | 4.8 | .3  | .5  | 1.3 | 5.3  |
| 2021–22  | アリゾナ | 37 | 37 | 25.4 | .635 | .000 | .735 | 7.3 | 1.4 | .8  | 2.8 | 12.6 |
| 通算     | 通算     | 91 | 56 | 17.9 | .590 | .000 | .670 | 5.1 | .7  | .5  | 1.8 | 7.3  |